# 三晃金属工業
三晃金属工業株式会社（さんこうきんぞくこうぎょう、英: Sanko Metal Industrial Co., Ltd.）は、金属屋根・壁に関する工事を中心に手がける建設会社である。

## 概要
金属製の屋根材・壁材を製造・販売するメーカーと、それらに関する工事を設計し請負う建設会社を兼ねる企業である。
本社は東京都港区芝浦四丁目。深谷（埼玉県深谷市）・長田野（京都府福知山市）・滋賀（滋賀県東近江市）・江別（北海道江別市）の4製作所を製造拠点とし、日本国内の7都市に支店を構える。
東京証券取引所第一部（東証一部）と大阪証券取引所第一部（大証一部）に株式を上場する。筆頭株主は、材料の供給元でもある鉄鋼メーカーの日本製鉄と日鉄日新製鋼の2社で、どちらも約16%の株式を保有している。現在は、日鉄日新製鋼が、日本製鉄の完全子会社であり、また日本鐵板も間接保有を含め日本製鉄の完全子会社であるので、日本製鉄は40％弱の株式を保有していることになり、三晃金属工業を持分法適用会社としている。この2社に次ぐ株主は、日鉄物産、日鉄日新製鋼及び日本製鉄が共同で出資する鉄鋼商社の日本鐵板である。

## 沿革
- 1949年6月16日 - 山口県光市において設立。
- 1954年5月 - 日本製鉄の前身・八幡製鐵が資本参加。
- 1959年7月 - 本社を東京都に移転。
- 1962年9月3日 - 東証二部に株式を上場。
- 1964年12月 - 深谷製作所を新設。
- 1969年3月 - 三晃建材工業株式会社を吸収合併。
- 1970年11月2日 - 大証二部に株式を上場。
- 1971年10月1日 - 東証一部・大証一部に指定替え。
- 1974年9月 - 長田野製作所を新設。
- 1988年2月 - 愛東製作所（現・滋賀製作所）を新設。
- 1989年4月 - 札幌工場を江別製作所とする。